# Missione segreta (serie televisiva)
Missione segreta (Espionage) è una serie televisiva statunitense e britannica in 24 episodi trasmessi per la prima volta nel corso di una sola stagione dal 1963 al 1964 sulla NBC.
È una serie di tipo antologico in cui ogni episodio rappresenta una storia a sé. Gli episodi sono storie di spionaggio e trattano vicende di spie del mondo occidentale o del blocco sovietico, agenti che lavorano per la pace o spie che tramano per la resistenza. Gli episodi sono ambientati quasi tutti negli anni 60, durante la seconda guerra mondiale o nel periodo tra le due guerre.

## Guest star
Tra le guest star: Donald Pleasence, Dennis Hopper, Martin Balsam, Ingrid Thulin, Ron Randell, Patricia Neal, Patrick Troughton, Jill Bennett, Millicent Martin.

## Produzione
La serie fu prodotta da Associated Television, Incorporated Television Company, National Broadcasting Company e Plautus Productions e girata negli studios della Metro-Goldwyn-Mayer a Boreham Wood in Inghilterra. Le musiche furono composte da Malcom Arnold.

### Registi
Tra i registi sono accreditati:
- David Greene in 5 episodi (1963-1964)
- Stuart Rosenberg in 4 episodi (1963)
- Herbert Hirschman in 3 episodi (1964)
- Michael Powell in 3 episodi (1964)
- James Sheldon in 2 episodi (1963)
- Ken Hughes in 2 episodi (1964)

### Sceneggiatori
Tra gli sceneggiatori sono accreditati:
- Raymond Bowers in 3 episodi (1963-1964)
- Norman Borisoff in 2 episodi (1963-1964)
- John Furia in 2 episodi (1963-1964)
- David Greene in 2 episodi (1963-1964)
- Ernest Kinoy in 2 episodi (1963-1964)
- Albert Ruben in 2 episodi (1963)
- Halsted Welles in 2 episodi (1963)
- Donald Johnson in 2 episodi (1964)
- Donald Jonson in 2 episodi (1964)

## Distribuzione
La serie fu trasmessa negli Stati Uniti dal 2 ottobre 1963 al 25 marzo 1964 sulla rete televisiva NBC. In Italia è stata trasmessa con il titolo Missione segreta.
Alcune delle uscite internazionali sono state:
- negli Stati Uniti il 2 ottobre 1963 (Espionage)
- in Finlandia (Vakoilija)
- in Italia (Missione segreta)

## Episodi
| Stagione       | Episodi | Prima TV USA |
| -------------- | ------- | ------------ |
| Prima stagione | 24      | 1963-1964    |